# Bribir (Vinodol)
Bribir falu Horvátországban, Tengermellék-Hegyvidék megyében. A Vinodoli-völgy történelmi központja, Vinodol község székhelye.

## Fekvése
Crikvenicától légvonalban 6 km-re délkeletre, 5 km-re a tengerparttól, a termékeny Vinodoli-völgy fölé emelkedő Glavica-dombon fekszik. Közigazgatásilag Vinodol községhez tartozik.

## Története
A történeti kutatások szerint Bribir ősi település. Már az illírek egyik törzsének a japodoknak vára állt itt. A rómaiak i. e. 56-ban foglalták el a Vinodoli völgyet, melyet “Vallis vinearia” néven neveztek és Ilyricum tartományhoz csatoltak. Várának a római korban „Assesia” volt a neve, itt volt a római prokonzul székhelye, melyről Plinius is ír. Bribir a középkorban a Vinodoli Hercegség közigazgatási és egyházi központja volt. Egykor falak és tornyok övezték, melyeket a 19. században lebontottak. A rombolást csak az északkeleti részen álló saroktorony és falrész élte túl. A megerősített fellegvár az erődített város északi részén helyezkedett el. A város a 13. században a Frangepánoké, 1288-ban képviselői részt vettek a vinodoli törvénykönyv megalkotásában. 1302-ben négyszögletes lakótornyot építettek ide, ez volt a vár legrégebbi fennmaradt része. 1321-ben földrengés, 1431-ben éhínség pusztított. Bribir a 15. században átmenetileg a Cilleiek uralma alá került. 1457-ben Cillei Ulrik halála után újra a Frangepánoké, majd 1468-ban Frangepán Márton a trsati ferenceseknek adta. 1479-ben Márton testvére Frangepán János megtámadta és visszaszerezte a Frangepán családnak. Tőle Hunyadi Mátyás király vette el és a Hunyadiaké lett. Mátyás halála után 1493-ban Frangepán Bernát szerezte vissza. 1496-ban súlyos pestisjárvány pusztított. 1524-ben felépült a plébániatemplom, erről a bejárat feletti glagolita felirat emlékezik meg. Közben folyt a város Frangepán Bernát általi megerősítése, felépültek a városfalak, a várkastély, megerősítette a tornyot és nagykaput. A munkák 1527-re fejeződtek be. Bribir ezzel a Vinodol völgyének kulcsává, legfontosabb erősségévé vált. Az állandó török veszély miatt módosabb polgárok a falakon belül építették fel házaikat. A falakon kívüli szétszórt kis települések kápolnái főként a 15. és 16. században épültek. A podskoči Szent Márton kápolnában maradt fenn Tamás mester felirata 1526-ból, aki feltételezhetően egyike volt a Szent Péter és Pál plébániatemplom építőinek. A gótikus Szent Antal templom szintén ebben az időszakban épült. 1577-ben Frangepán István halála után Zrínyi Miklós és György lett a birtokosa, majd a Zrínyieké maradt egészen 1671-ig, amikor Zrínyi Péter kivégzése után a elkobozzák és kamarai birtok lett. 1671-ben Ivan Smoljanović zenggi püspök iskolát alapított itt az általános művelődés és papnevelés céljára. Az iskola az egyik legrégibb ilyen jellegű intézmény volt az országban. 1678-ban megkezdődött a születési anyakönyvek vezetése. 1723-ban újabb földrengés rázta meg a települést. 1787-ben megnyílt az első alapiskola, a mai iskolaépület 1878-ban épült. Az 1842. augusztus 28. és november 24. között pusztító kolerajárványnak 85-en estek áldozatul. 1855. július 9. és augusztus 28. között az újabb járvány 197 halálos áldozatot szedett. Miután 1848-ban megszűnt a bribiri uradalom hozzákezdtek a közlekedés útjában álló városfalak és erődítések bontásához. 1861-ben a nagy kaput, 1872-ben a kis kaput, 1878-ban a várkastélyt bontották le. Ennek a helyére épült az új iskolaépület. A várkastélyból csak az 1302-ben épített kétemeletes torony maradt meg. 1891-ben utolsó megmaradt részeit is lebontották. A 19. században megindult a falakon kívüli építkezés is. 1883-ban megalakult a helyi olvasókör. A városi arculat megváltozik és falusiassá válik, a régi városból csak egy szabályos tér marad ahol a háromhajós barokk Szent Péter és Pál templom áll. A trianoni békeszerződésig Modrus-Fiume vármegye Novi járásához tartozott. Bribir a második világháború idején a partizánok egyik támaszpontja volt. Megtorlásul a partizánok távozása után 1941 júliusában a fasiszták felgyújtották a település történelmi központját. 2011-ben 1688 lakosa volt.

## Lakosság
| Lakosság változása | Lakosság változása | Lakosság változása | Lakosság változása | Lakosság változása | Lakosság változása | Lakosság változása | Lakosság változása | Lakosság változása | Lakosság változása | Lakosság változása | Lakosság változása | Lakosság változása | Lakosság változása | Lakosság változása | Lakosság változása |
| ------------------ | ------------------ | ------------------ | ------------------ | ------------------ | ------------------ | ------------------ | ------------------ | ------------------ | ------------------ | ------------------ | ------------------ | ------------------ | ------------------ | ------------------ | ------------------ |
| 1857               | 1869               | 1880               | 1890               | 1900               | 1910               | 1921               | 1931               | 1948               | 1953               | 1961               | 1971               | 1981               | 1991               | 2001               | 2011               |
| 4155               | 4150               | 4314               | 4183               | 4165               | 3771               | 3516               | 2875               | 1845               | 1846               | 1854               | 1915               | 1800               | 1728               | 1753               | 1688               |

## Nevezetességei

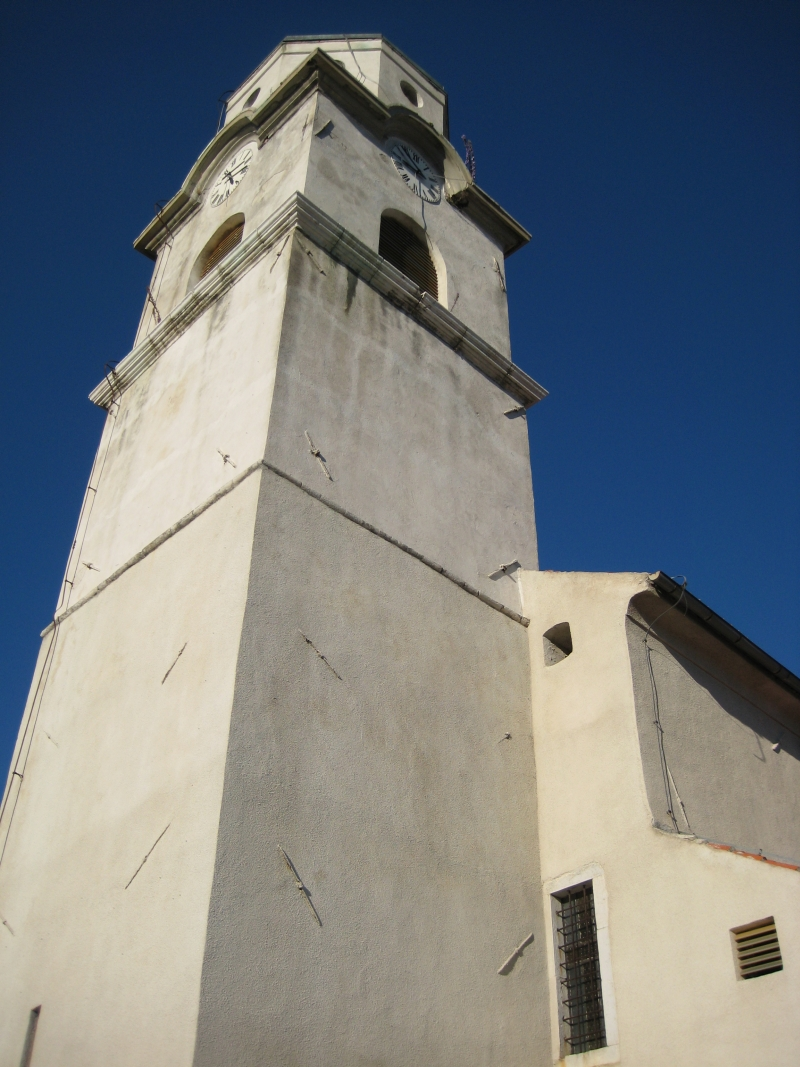
A Szent Péter-Pál plébániatemplom

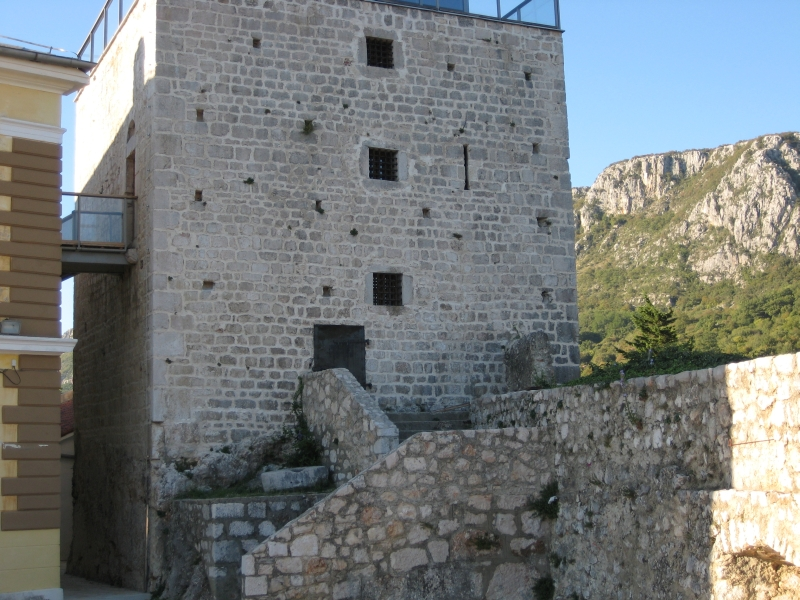
A torony, Bribir várának maradványa

- A Szent Péter és Pál apostolok tiszteletére szentelt plébániatemplom 1524-ben épült a korábbi templom helyén, mely 1288-ban a vinodoli törvénykönyv keletkezésének idejében, sőt valószínűleg már korábban is állt. A templomot 1740-ben bővítették és barokk stílusban építették át. 1944 végén felgyújtották, az 1980-as években renoválták. Berendezése különösen gazdag, sok értékes festménnyel és műtárggyal. Közülük kiemelkedik a Szűzanya a gyermek Jézussal (vagy népies nevén „Bijela Gospa”) egy firenzei mester fehér márványból faragott domborműve, ifjabb Jacopo Palma a lábmosást ábrázoló képe a 16. századból, a 15. századi reneszánsz szentségtartó és a márvány főoltár Antonio Michelazzi fiumei szobrászművész alkotása 1747-ből. Innen származik a 13. századi aranyozott ezüst ún. „Milonja-kereszt”, melyet még a 15. században Kristóf modrusi püspök hozott Vinodolba és ma Fiuméban őrzik. A főoltár Szent Pétert ábrázoló képe Matija Brodnik alkotása 1842-ből. Értékes még a Szent Antal kép Renistől 1793-ból és a „Jézus megmossa az apostolok lábát” Thystől. Több értékes liturgikus tárgy és miseruha is gazdagítja a templomot. A templomban több feliratos sírkőlap található. A homlokzaton feliratos tábla látható az építés évszámával 1524-gyel. A toronyban levő egyik harangot 1411-ben öntötték.
- Az egykori erődítmény[4] 1302-ből való csipkézett tornya a középkori várkastély maradványa arra emlékeztet, hogy a Frangepán, majd a Zrínyi család erődített vára volt. A kastélyt a 12. században építették, a 13. századtól a vegliai hercegek, a Frangepánok birtoka, a 16. századtól a Zrínyieké. Az erődítések nagy részét a 19. században lebontották és csak az 1302-ben épített négyszögletes torony, maradt meg az északi városfal egy részével. Kapuzatának kőívén az „ANO DNI MCCCII. E. D G P” felirat látható. A szavak közötti csillagok a vegliai hercegek a Frangepánok ősi címerének motívumai voltak. Földszintjén és az első szinten szűk helyiségek találhatók melyekből három szűk szobácska az egykori tömlöc nyílik, a második szinten boltozott szoba van. A torony és az iskola között voltak egykor a városháza helyiségei, melyeket 1900 körül lebontottak.
- Remete Szent Antal tiszteletére szentelt gótikus kápolnája Frangepán Bernát idején épült, 1938-ban újították meg.
- A vár előtt Szent Mihály alakjával és ismeretlen címerrel díszített kávás kút áll. Valószínűleg 1570 körül Mihovil Desić vinodoli gubernátor idejében készült.
- Az egykori kanonoki házak közül többnek van glagolita és latin felirata. Kaliman kanonok házának glagolita felirata 1526-ból származik.
- A Bassan-Kukuljević ház a Bassan családdal kapcsolatos egész sor kőbe faragott emlékkel rendelkezik.
- Josip Pančić akadémikus szülőháza[5] romos állapotban van. Egy hagyományos vinodoli családi ház, amely jelentősége miatt kulturális értékkel rendelkezik.

## Híres emberek
- Itt az Ugrini nevű településrészen született 1814. április 5-én Josip Pančić szerb botanikus, a természettudományok professzora, a szerb királyi akadémia elnöke. Tanulmányait Bribirben, Gospićban, Fiumében és Zágrábban végezte, majd Pesten tanult az Orvostudományi Karon, ahol 1842-ben orvosdoktor lett. Élete nagy részét Szerbiában töltötte. Ő volt a Szerb Királyi Akadémia első elnöke. Számos növény- és állatfajt fedezett fel, valamint egy új tűlevelű fajt, amelyet róla Pančić lucfenyőnek neveztek el. A Kopaonik legmagasabb csúcsát is róla nevezték el. 1954-ben emelt emlékműve a torony előtti parkban áll, Zvonko Car szobrászművész alkotása.
- Innen származik dr. Mihovil Kombol (1883-1955) horvát irodalomtörténész, műfordító, esszéista és kritikus. Emlékművét Drago Carapina akadémiai szobrászművész készítette.